# Тростјанка
Тростјанка или Нидрупите (рус. Тростянка; лет. Nidrupīte) летонско-руска је река. Десна је притока реке Кире (притоке Вјаде) у басену Великаје). Припада сливном подручју реке Нарве, односно Финског залива Балтичког мора.
Протиче преко регије Латгалије на крајњем истоку Летоније, те преко Питаловског рејона на крајњем западу Псковске области Русије. Протиче преко географске територије означене као Псковска низија.
У Вјаду се улива на њеном 16 километру узводно од ушћа, као њена десна притока. Укупна дужина водотока је 22 km, док је површина сливног подручја 80,5 km² (од чега је 56,9 km² на територији Летоније). У дужини од 4 km представља пограничну реку између Летоније и Русије.